# Ourville-en-Caux
Ourville-en-Caux település Franciaországban, Seine-Maritime megyében. Lakosainak száma 1092 fő (2022. január 1.). Ourville-en-Caux Bertheauville, Beuzeville-la-Guérard, Gerponville, Grainville-la-Teinturière és Riville községekkel határos.

## Népesség
A település népességének változása:
| Lakosok száma | 1090 | 1125 | 1156 | 1146 | 1136 | 1130 | 1118 | 1105 | 1092 |
|               | 2013 | 2015 | 2016 | 2017 | 2018 | 2019 | 2020 | 2021 | 2022 |